# 2273 Yarilo
2273 Yarilo eller 1975 EV1 är en asteroid i huvudbältet som upptäcktes den 6 mars 1975 av den ryska astronomen Ljudmila Tjernych vid Krims astrofysiska observatorium på Krim. Den har fått sitt namn efter Jarilo, en gud i slavisk mytologi.
Asteroiden har en diameter på ungefär 5 kilometer.